# (35022) 1981 EK13
(35022) 1981 EK13 es un asteroide perteneciente al cinturón de asteroides, descubierto el 1 de marzo de 1981 por Schelte John Bus desde el Observatorio de Siding Spring, Nueva Gales del Sur, Australia.

## Designación y nombre
Designado provisionalmente como 1981 EK13.

## Características orbitales
1981 EK13 está situado a una distancia media del Sol de 2,339 ua, pudiendo alejarse hasta 2,593 ua y acercarse hasta 2,085 ua. Su excentricidad es 0,108 y la inclinación orbital 5,820 grados. Emplea 1306,95 días en completar una órbita alrededor del Sol.

## Características físicas
La magnitud absoluta de 1981 EK13 es 15,5. 